# Pont Flavien
Le pont Flavien est un antique pont romain placé sur la voie romaine reliant Marseille à Arles, dans le prolongement de la via Aurelia. Il enjambe la Touloubre à l'entrée de Saint-Chamas dans les Bouches-du-Rhône. Il porte le nom de son promoteur, un certain Claudius Donnius Flavius. C'est le seul pont romain au monde à avoir conservé ses arcs. Le pont Flavien fait l'objet d'un classement au titre des monuments historiques par la liste de 1840.

## Description
Les voyageurs accèdent au pont en passant sous deux arches monumentales placées sur chaque rive. Les frises et les architraves de ces arches portent chacune la même inscription en latin local.
Inscription:
 l. donnivs. c. f. flavos flamen. romae et.
avgvsti. testamento. fierei. ivssit. arbitratv.
c donnei, venae. et. c. attei. rvfei.
Traduction :
Lucius Donnius Flavus, fils de Caius, flamine de Rome et d'Auguste, a ordonné par son testament de bâtir ce pont et ces arcs, sous la direction de C. Donnius Vena et de C. Attius Rufus,.

## Galerie

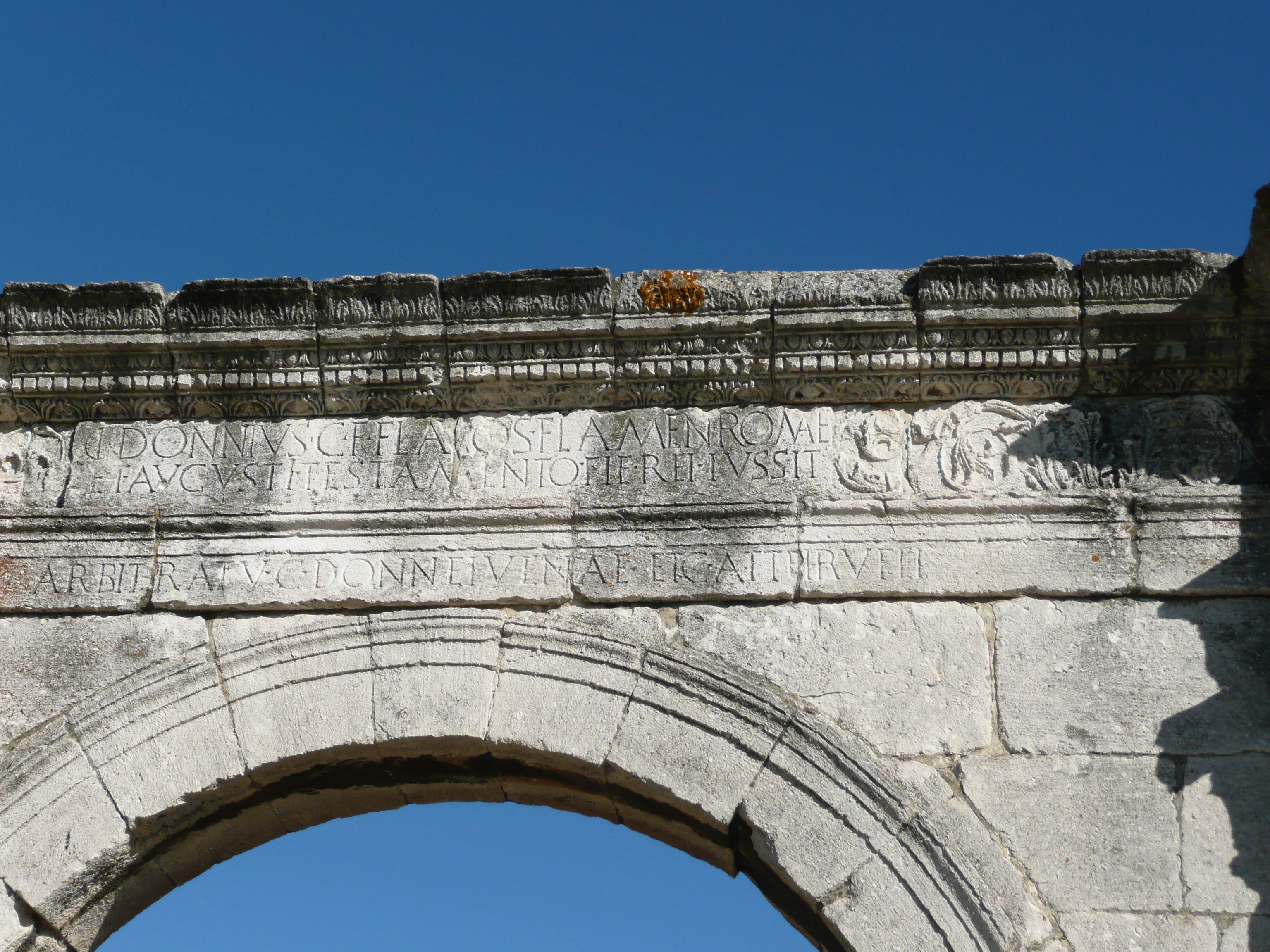
Inscription sur l'entablement à l'entrée du pont
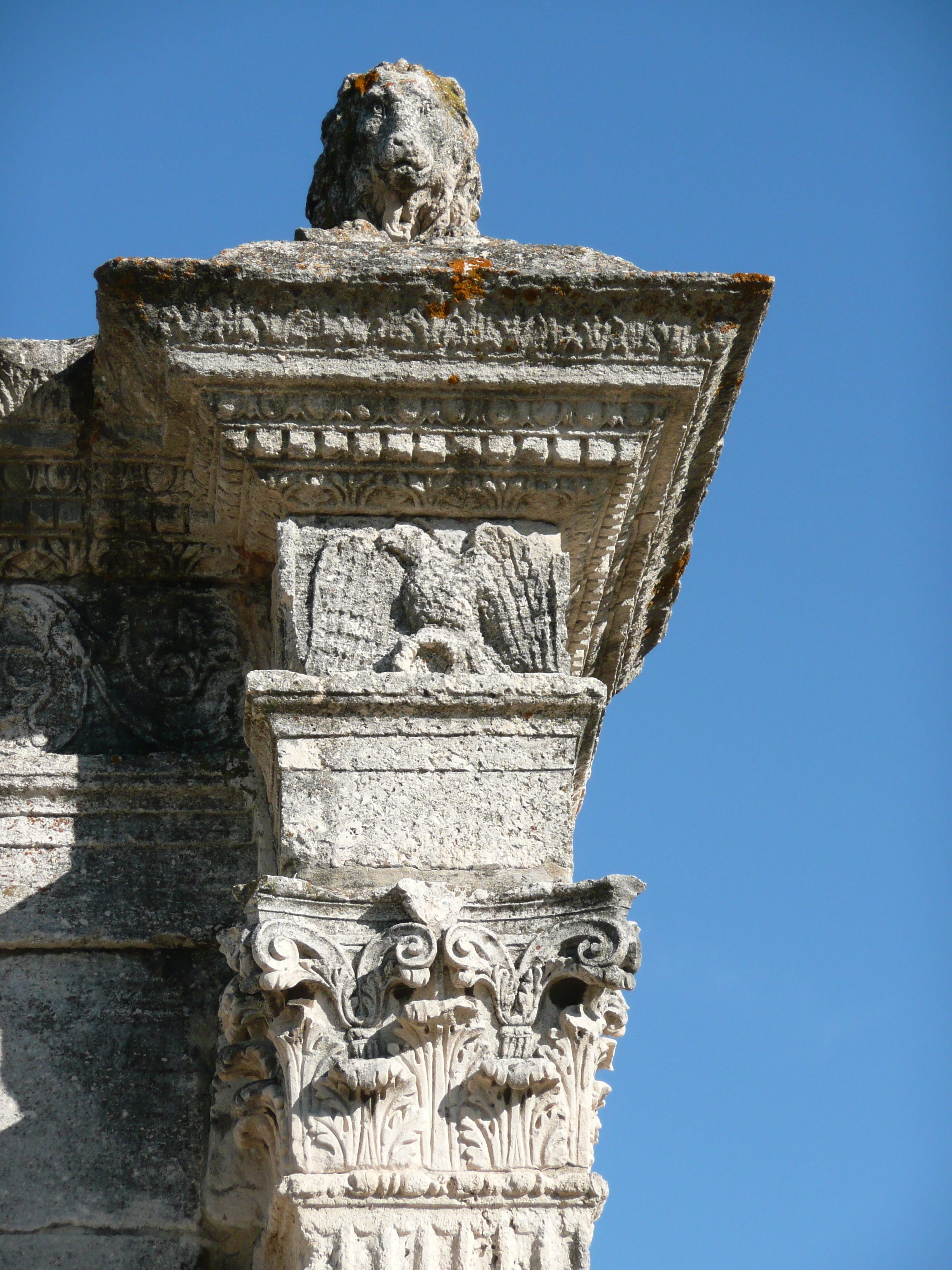
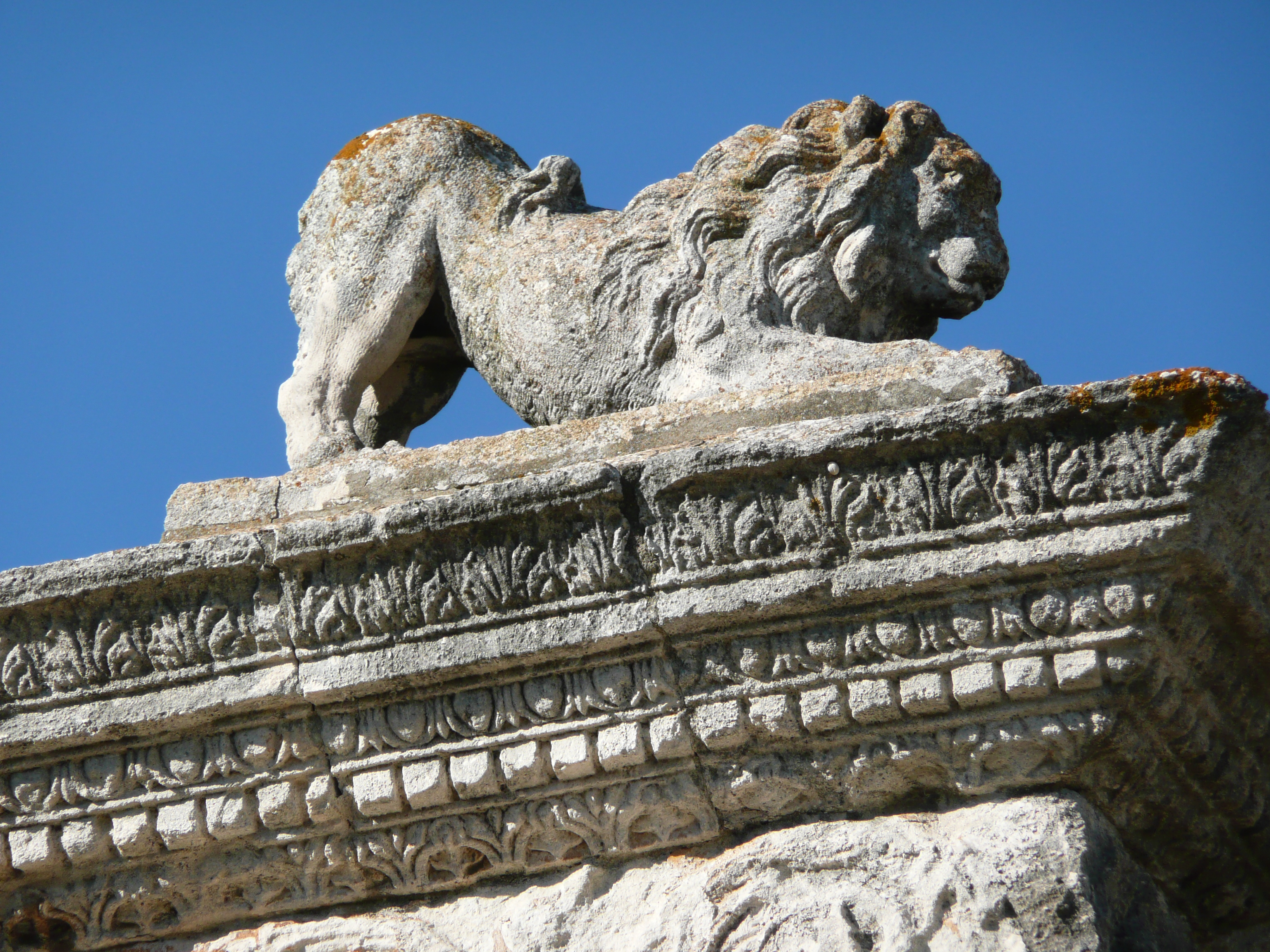
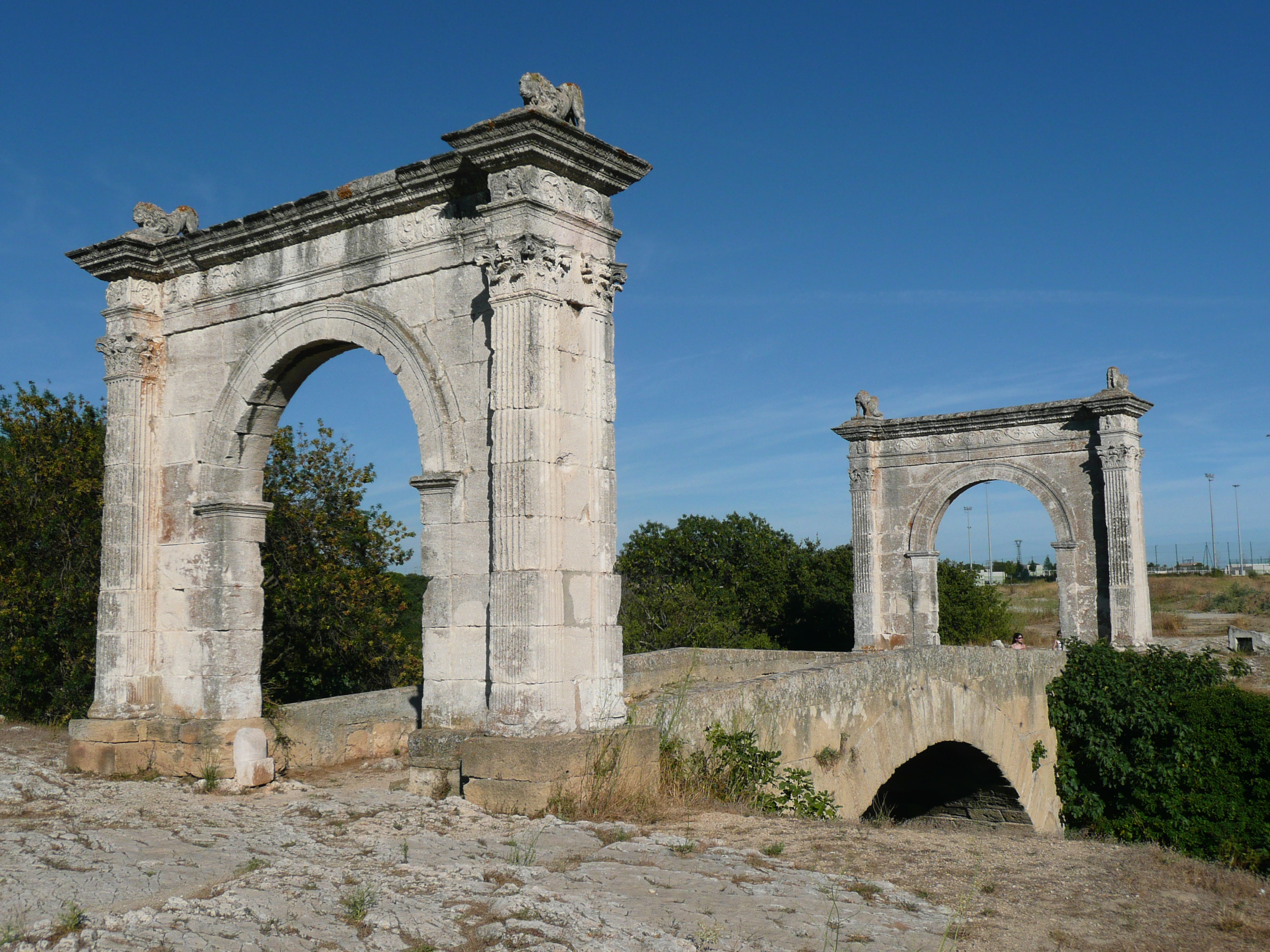